# Copa Mundial de Hockey Masculino de 1973
La II Copa Mundial de Hockey Masculino se celebró en Amstelveen (Países Bajos) entre el 24 de agosto y el 2 de septiembre de 1973 bajo la organización de la Federación Internacional de Hockey (FIH) y la Real Federación Neerlandesa de Hockey sobre Hierba.
Los partidos se efectuaron en el Estadio Wagener de la localidad neerlandesa. Participaron en total 12 selecciones nacionales divididas en 2 grupos.

## Grupos
| Grupo A       | Grupo B      |
| ------------- | ------------ |
| India         | Países Bajos |
| Nueva Zelanda | Bélgica      |
| Japón         | Argentina    |
| RFA           | Pakistán     |
| España        | Inglaterra   |
| Kenia         | Malasia      |

## Primera fase
Los primeros dos de cada grupo disputan las semifinales. 

### Grupo A
| Equipo        | J | G | E | P | GF | GC | DG  | PTS |
| ------------- | - | - | - | - | -- | -- | --- | --- |
| RFA           | 5 | 3 | 2 | 0 | 5  | 2  | +3  | 8   |
| India         | 5 | 3 | 2 | 0 | 12 | 1  | +11 | 8   |
| España        | 5 | 3 | 1 | 1 | 9  | 4  | +5  | 7   |
| Nueva Zelanda | 5 | 1 | 2 | 2 | 13 | 8  | +5  | 4   |
| Kenia         | 5 | 0 | 2 | 3 | 6  | 14 | -8  | 2   |
| Japón         | 5 | 0 | 1 | 4 | 3  | 19 | -16 | 1   |

- Resultados

| Fecha | Partido       | Partido | Partido       | Resultado |
| ----- | ------------- | ------- | ------------- | --------- |
| 24.08 | RFA           | -       | Nueva Zelanda | 2-1       |
| 24.08 | Japón         | -       | India         | 0-5       |
| 24.08 | España        | -       | Kenia         | 4-1       |
| 25.08 | Kenia         | -       | Japón         | 2-2       |
| 25.08 | Nueva Zelanda | -       | España        | 1-2       |
| 25.08 | India         | -       | RFA           | 0-0       |
| 26.08 | RFA           | -       | España        | 0-0       |
| 26.08 | India         | -       | Kenia         | 4-0       |
| 26.08 | Japón         | -       | Nueva Zelanda | 1-8       |
| 28.08 | RFA           | -       | Kenia         | 2-1       |
| 28.08 | Nueva Zelanda | -       | India         | 1-1       |
| 28.08 | España        | -       | Japón         | 3-0       |
| 29.08 | Kenia         | -       | Nueva Zelanda | 2-2       |
| 29.08 | India         | -       | España        | 2-0       |
| 29.08 | RFA           | -       | Japón         | 1-0       |

### Grupo B
| Equipo       | J | G | E | P | GF | GC | DG  | PTS |
| ------------ | - | - | - | - | -- | -- | --- | --- |
| Pakistán     | 5 | 4 | 1 | 0 | 16 | 5  | +11 | 9   |
| Países Bajos | 5 | 3 | 1 | 1 | 11 | 4  | +7  | 7   |
| Inglaterra   | 5 | 1 | 2 | 2 | 9  | 8  | +1  | 4   |
| Bélgica      | 5 | 2 | 0 | 3 | 8  | 12 | -4  | 4   |
| Malasia      | 5 | 1 | 1 | 3 | 5  | 13 | -8  | 3   |
| Argentina    | 5 | 0 | 3 | 2 | 2  | 9  | -7  | 3   |

- Resultados

| Fecha | Partido      | Partido | Partido      | Resultado |
| ----- | ------------ | ------- | ------------ | --------- |
| 24.08 | Bélgica      | -       | Inglaterra   | 2-5       |
| 24.08 | Malasia      | -       | Pakistán     | 2-4       |
| 24.08 | Países Bajos | -       | Argentina    | 0-0       |
| 25.08 | Inglaterra   | -       | Malasia      | 1-2       |
| 25.08 | Pakistán     | -       | Países Bajos | 2-1       |
| 25.08 | Argentina    | -       | Bélgica      | 1-2       |
| 26.08 | Bélgica      | -       | Países Bajos | 1-4       |
| 26.08 | Malasia      | -       | Argentina    | 1-1       |
| 26.08 | Inglaterra   | -       | Pakistán     | 2-2       |
| 28.08 | Pakistán     | -       | Bélgica      | 2-0       |
| 28.08 | Inglaterra   | -       | Argentina    | 0-0       |
| 28.08 | Malasia      | -       | Países Bajos | 0-4       |
| 29.08 | Países Bajos | -       | Inglaterra   | 2-1       |
| 29.08 | Argentina    | -       | Pakistán     | 0-6       |
| 29.08 | Bélgica      | -       | Malasia      | 3-0       |

## Fase final

### Partidos de posición
- Puestos 9.º a 12.º

| Fecha | Partido | Partido | Partido   | Resultado |
| ----- | ------- | ------- | --------- | --------- |
| 31.08 | Kenia   | -       | Argentina | 0-2       |
| 31.08 | Malasia | -       | Japón     | 0-1       |

- Puestos 5.º a 8.º

| Fecha | Partido    | Partido | Partido       | Resultado |
| ----- | ---------- | ------- | ------------- | --------- |
| 31.08 | España     | -       | Bélgica       | 5-0       |
| 31.08 | Inglaterra | -       | Nueva Zelanda | 1-0       |

- Undécimo puesto

| Fecha | Partido | Partido | Partido | Resultado |
| ----- | ------- | ------- | ------- | --------- |
| 02.09 | Kenia   | -       | Malasia | 0-1       |

- Noveno puesto

| Fecha | Partido   | Partido | Partido | Resultado |
| ----- | --------- | ------- | ------- | --------- |
| 02.09 | Argentina | -       | Japón   | 2-1       |

- Séptimo puesto

| Fecha | Partido | Partido | Partido       | Resultado |
| ----- | ------- | ------- | ------------- | --------- |
| 02.09 | Bélgica | -       | Nueva Zelanda | 1-3       |

- Quinto puesto

| Fecha | Partido | Partido | Partido    | Resultado |
| ----- | ------- | ------- | ---------- | --------- |
| 02.09 | España  | -       | Inglaterra | 3-0       |

### Semifinales
| Fecha | Partido  | Partido | Partido      | Resultado       |
| ----- | -------- | ------- | ------------ | --------------- |
| 31.08 | RFA      | -       | Países Bajos | 0-0 (2-4) t.p.* |
| 31.08 | Pakistán | -       | India        | 4-1             |

### Tercer puesto
| Fecha | Partido | Partido | Partido  | Resultado |
| ----- | ------- | ------- | -------- | --------- |
| 02.09 | RFA     | -       | Pakistán | 1-0       |

### Final
| Fecha | Partido      | Partido | Partido | Resultado       |
| ----- | ------------ | ------- | ------- | --------------- |
| 02.09 | Países Bajos | -       | India   | 2-2 (4-2) t.p.* |

## Medallero
|              |       |     |
| Países Bajos | India | RFA |

## Estadísticas

### Clasificación general
| 1. Países Bajos  |
| 2. India         |
| 3. RFA           |
| 4. Pakistán      |
| 5. España        |
| 6. Inglaterra    |
| 7. Nueva Zelanda |
| 8. Bélgica       |
| 9. Argentina     |
| 10. Japón        |
| 11. Malasia      |
| 12. Kenia        |

### Máximos goleadores
| Puesto | Nombre       | País         | Goles |
| ------ | ------------ | ------------ | ----- |
| 1      | Ties Kruize  | Países Bajos | 9     |
| 2      | Tanvir Dar   | Pakistán     | 7     |
| 3      | Juan Amat    | España       | 6     |
|        | Surjit Singh | India        | 6     |